# Aroa yokoae
Aroa yokoae este o molie din familia Erebidae⁠(en)[traduceți]. A fost descrisă de George Thomas Bethune-Baker⁠(en)[traduceți] în 1927. Se găsește în Camerun.
Anvergura aripilor este de aproximativ 26 mm. Ambele aripi sunt de culoare galben crem, cu margini foarte largi (mai mult de jumătate din distanța către centru), cu maro închis spre negru. Partea inferioară a aripilor este la fel ca partea superioară.

## Legături externe
- en Baza de date a genului Lepidoptera la Muzeul de istorie naturală